# David R. Francis
Pour les articles homonymes, voir Francis.
Ne doit pas être confondu avec David Francis.
David Rowland Francis, né le 1er octobre 1850 à Richmond (Kentucky) et mort le 15 janvier 1927 à Saint-Louis (Missouri), est un homme politique et diplomate américain. Membre du Parti démocrate, il est maire de Saint-Louis entre 1885 et 1889, gouverneur du Missouri entre 1889 et 1893, secrétaire à l'Intérieur entre 1896 et 1897 dans la seconde administration du président Grover Cleveland puis ambassadeur des États-Unis en Russie entre 1916 et 1917, donc durant la révolution d'Octobre.

## Biographie
Il est président de la Louisiana Purchase Exposition de 1904. En cette qualité, c'est lui qui déclare l'ouverture des Jeux olympiques de 1904 organisés à Saint-Louis en parallèle de l'Exposition universelle.